# Даулатабад

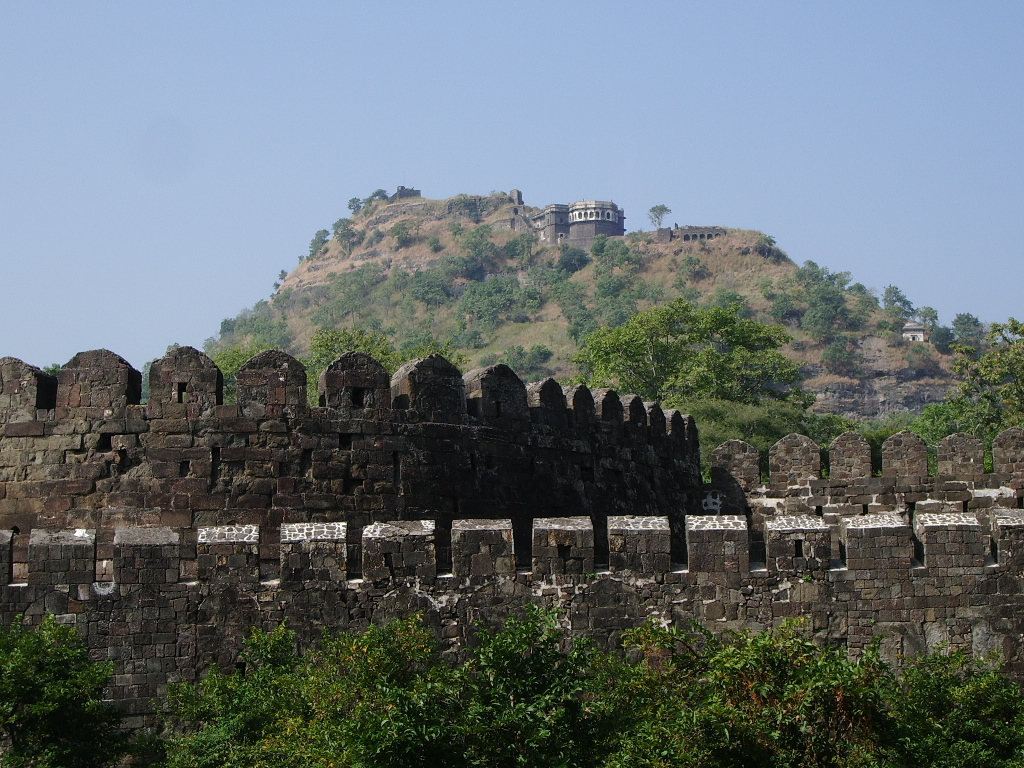
Вид на форт от городской стены

Даулатабад (маратхи दौलताबाद; перс. دولت‌آباد‎, буквально «город процветания») — исторический город XIV века рядом с одноимённой деревней в штате Махараштра в Индии, в 16 км на северо-запад от Аурангабада. В течение двух лет (1327—1329) имела место попытка перенести сюда столицу, с переселением всех жителей Дели. Над развалинами укреплённого средневекового города на холме возвышается форт Девагири (Деогири).

## Постройки
Форт Девагири на вершине конического холма доминирует над окружающей местностью и виден со значительного расстояния. Нижняя часть склонов холма была срыта и сделана отвесной 50-метровой стеной ещё при Ядавах. По сей день восхождение к форту возможно только по узкому мосту и высеченной в камне галерее.
Город у подножия холма также окружён крепостной стеной, между городом и фортом располагалось ещё три ряда укреплений. Ров вокруг холма был наполнен крокодилами, которые не сохранились. Укрепления форта украшают старинные пушки.
Кроме крепости, в Даулатабаде расположены ещё несколько памятников, среди них круглая башня Чанд-Минар, возведённая в 1445 году бахманидским султаном Ала ад-Дином Ахмад-шахом II в честь одной из его побед, и Чини-Махал (буквально «Китайский дворец») — развалины некогда роскошного дворца, в котором Аурангзеб заточил в 1687 году Абул Хасан Тана-шаха, последнего владыку Голконды из династии Кутб шахи.
Ближайшие окрестности форта включают остатки буддийских пещерных храмов, родственных Аджанте и Эллоре; пещеры не были заброшены и испытали значительные изменения от рук новых хозяев.

## История

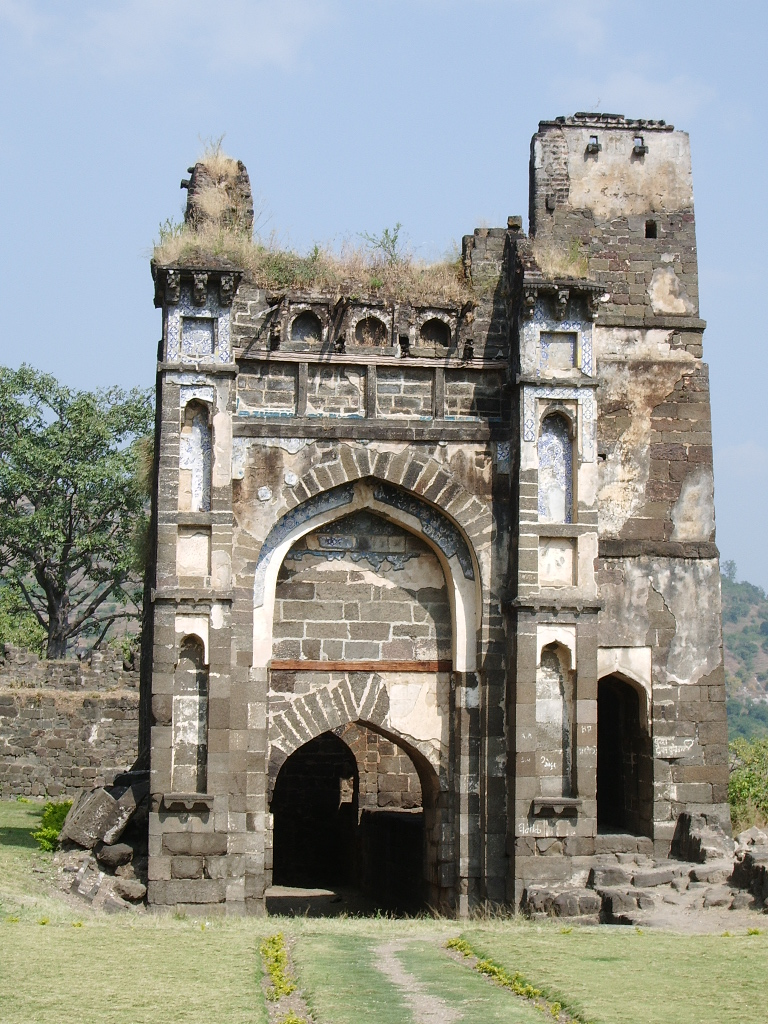
Тюрьма-дворец Чини-махал

Археологические раскопки возводят истоки города к I веку до н. э. В исторических источниках поселение здесь известно примерно с VI века. Город был важным пунктом на пути торговых караванов.
Его более известное в истории название — Девагири или Деогири (маратхи देवगिरी), ныне название крепости над городом. Под этим названием город был основан в 1187 году раджой Бхилламой V из династии Ядавов.
В 1327 году Мухаммад ибн Туглак (правил 1325—1351) из династии Туглаков провозгласил город своей столицей, переименовал его в Даулатабад и насильно переселил в него всё население Дели. Через два года город был оставлен новопоселенцами, так как здесь не хватало воды, а сам Мухаммад-шах был занят боевыми действиями на севере. Позднее город захватил падишах Великих Моголов Акбар, а в 1595 он был захвачен султаном Ахмаднагара.
В 1620 году Малик Амбар перенёс сюда столицу султаната Ахмаднагара. Недалеко от Даулатабада он построил город, который ныне называется Аурангабад. Вскоре после этого Даулатабад потерял своё значение, так как его административные функции были переданы Аурангабаду.